# Baugesetze und Bauordnungen (Österreich)
In Österreich gibt es, weil das Bauwesen der Landesgesetzgebung unterliegt, neun unterschiedliche Bauvorschriften der Länder.

## Grundlagen
Die Bauvorschriften stammen in der Herkunft noch aus der Zeit der Habsburgermonarchie und sind daher für die einzelnen Länder spezifisch. Nach Artikel 15 Abs. 1 B-VG ist die Angelegenheit Ländersache geblieben.
Neben den speziellen Regelungen zum Bau eines Bauwerks selbst umfasst die Materie auch das öffentliches Baurecht zur Wahrung öffentlicher Interessen: Die Rechtsmaterie gliedert sich je nach Land meist in eine allgemeine Bauordnung, und ein spezieller technisches Baugesetz, sowie wichtige Regelungen der Raumordnung, Durchführungsverordnungen, Nebengesetze und Regelungen für spezielle Anlagen (etwa Brandschutz, Feuerungen, Installation, Aufzüge), und Ähnliches.
Im Jahr 2008 wurden in den meisten Bundesländern die Bauvorschriften in Bezug auf die technischen Vorschriften harmonisiert. Grundlage sind die vom Österreichischen Institut für Bautechnik erstellten OIB-Richtlinien 1 bis 6. Die OIB-Richtlinie 6 enthält auch den österreichweit verbindlichen Energieausweis für Gebäude.

## Liste der wichtigsten Baugesetze und Bauordnungen
- Titel ist der übliche Kurztitel, nicht der volle Langtitel
- aktuelle Fassung bezieht sich auf die Neuverkündung (Stammfassung), nicht auf Novellen, diese erfolgen im Baurecht naturgemäß sehr häufig. Die Angabe erfolgt nur dann, wenn die Jahreszahl Teil des Gesetzestitels ist (z. B. BauVO 2008), die Sortierung umfasst aber alle Gesetze.

| Land             | Titel                               | Abkürzung   | aktuelle Fassung | Stammfassung LGBl. Nr. | Anmerkung                                                 |
| ---------------- | ----------------------------------- | ----------- | ---------------- | ---------------------- | --------------------------------------------------------- |
| Burgenland       | Burgenländisches Baugesetz          | Bgld. BauG  | 1997             | 010/1998               |                                                           |
| Burgenland       | Burgenländische Bauverordnung       | Bgld. BauVO | 2008             | 063/2008               |                                                           |
| Burgenland       | Burgenländisches Raumplanungsgesetz | Bgld. RPG   | 2019             | 049/2019               |                                                           |
| Kärnten          | Kärntner Bauordnung                 | K-BO        | 1996             | 062/1996               |                                                           |
| Kärnten          | Kärntner Raumordnungsgesetz         | K-ROG       | 2021             | 059/2021               |                                                           |
| Niederösterreich | NÖ Bauordnung                       | NÖ BO       | 2014             | 01/2015                |                                                           |
| Niederösterreich | NÖ Raumordnungsgesetz               | NÖ ROG      | 2014             | 03/2015                |                                                           |
| Oberösterreich   | Oö. Bauordnung                      | Oö. BauO    | 1994             | 066/1994               |                                                           |
| Oberösterreich   | Oö. Bautechnikgesetz                | Oö. BauTG   | 2013             | 035/2013               |                                                           |
| Oberösterreich   | Oö. Bautechnikverordnung            | Oö. BauTV   | 2013             | 036/2013               |                                                           |
| Oberösterreich   | Oö. Raumordnungsgesetz              | Oö. ROG     | 1994             | 114/1993               |                                                           |
| Salzburg         | Baupolizeigesetz                    | BauPolG     | 1997             | 040/1997               |                                                           |
| Salzburg         | Salzburger Bautechnikgesetz         | BauTG       | 2015             | 01/2016                |                                                           |
| Salzburg         | Salzburger Bautechnikverordnung     | S.BTV       |                  | 055/2016               |                                                           |
| Salzburg         | Bebauungsgrundlagengesetz           | BGG         |                  | 069/1968               |                                                           |
| Salzburg         | Salzburger Ortsbildschutzgesetz     | OSchG       | 1999             | 074/1999               |                                                           |
| Salzburg         | Salzburger Raumordnungsgesetz       | ROG         | 2009             | 030/2009               |                                                           |
| Steiermark       | Steiermärkisches Baugesetz          | Stmk. BauG  |                  | 059/1995               |                                                           |
| Steiermark       | Steiermärkisches Raumordnungsgesetz | StROG       | 2010             | 049/2010               |                                                           |
| Tirol            | Tiroler Bauordnung                  | TBO         | 2022             | 044/2022               | Wiederverlautbarung der Tiroler Bauordnung 2018           |
| Tirol            | Tiroler Raumordnungsgesetz          | TROG        | 2022             | 043/2022               | Wiederverlautbarung des Tiroler Raumordnungsgesetzes 2016 |
| Vorarlberg       | Baugesetz                           | BauG        |                  | 052/2001               |                                                           |
| Vorarlberg       | Raumplanungsgesetz                  | −           |                  | 039/1996               |                                                           |
| Wien             | Bauordnung für Wien                 | BO für Wien |                  | 011/1930               | Nebengesetze und Verordnungen zur Bauordnung              |

Stand: 08/2023; Quelle und Auswahl: oesterreich.gv.at, WKO, u. a.

## Nachweise
1. ↑  OIB-Richtlinien 2023. Österreichisches Institut für Bautechnik (abgerufen am 9. Jänner 2021).
2. 1 2  Baurecht und Bauordnungen. Bundesministerium für Finanzen: oesterreich.gv.at » Themen » Bauen, Wohnen und Umwelt » Bauen (abgerufen am 31. August 2023).
3. ↑  Rechtsvorschriften – Bauvorhaben wien.gv.at
4. ↑  Bauordnungen und Raumordnungsgesetze der Bundesländer, Wirtschaftskammer Österreich (wko.at, abgerufen am 30. November 2019) – mit Behörden und Links auf die zuständigen Dienststellen.